# Васильева-Халл, Наташа
Наташа Васильева-Халл (Наталия Борисовна Халл) — российский и британский рок-фотограф, участник питерского рок-движения, издатель.

## Биография
Родилась 24 марта 1954 года в Ленинграде, семья жила на Васильевском острове. Наташа училась на библиотечном факультете Ленинградского института культуры, однако не окончила, бросив на четвёртом курсе — за два месяца до диплома. Уже тогда она была увлечена ленинградским роком. В 1973 году через собственного мужа — Сергея Васильева, работавшего тогда в КБ «Алмаз», познакомилась с «летописцем» питерского рок-движения Геннадием Зайцевым.
С 1974 года фотографировала друзей рок-музыкантов и «тусовку», зарабатывая на жизнь тем, что продавала свои фотографии на подпольных рок-концертах. В 1977 году вместе с Борисом Гребенщиковым придумала концепцию и стала первым редактором подпольного самиздатского журнала «Рокси», успела выпустить три номера, пока в результате обыска КГБ из её квартиры не была изъята пишущая машинка.

Муж с 1978 по 1981 — музыкант Юрий Ильченко.

Фотограф Ленинградского Рок-клуба с 1981 года (членский билет № 13). Она снимала на всех концертах, ей пришлось пойти работать в университетскую лабораторию — там была возможность в нерабочее время печатать столько чёрно-белых фотографий, сколько нужно.

Фотографии Наташи передают ощущение парадоксальной идентичности советского рок-музыканта, одновременно существующего как непрофессионал и как звезда. Ее образы вызывают чувство веселья, которого нет во многих других рассказах о советской неофициальной культуре. Наташа хорошо знает музыкантов, восхищается их стилем и смелостью и страстно защищает образ жизни, который они — и она сама — выбрали.

Polly McMichael (Lecturer in Russian and Slavonic Studies, Faculty of Arts, University of Nottingham), Из предисловия к «PER ASPERA AD ASTRA», 2004

Получив в 1994 году приглашение работать в первом русском рок-журнале «New Generation», Васильева уехала в Великобританию. Была первым русским фотографом, получившим аккредитацию на съёмку Rolling Stones (стадион Уэмбли, 1995).
В середине 90-х организовала фирму WhiteHorse Music с целью заинтересовать британцев русским роком, занималась организацией лондонских концертов российских групп — «Аквариума», «Алисы», «Калинова моста». Основала издательство Seagull Publishing House Ltd, знакомившее англоязычную аудиторию с русской рок-культурой и современными авторами. Первой издала на английском языке книгу «Максим и Фёдор» Владимира Шинкарёва, что позволило внести его имя в «Who is Who in European Art and Literature», и «Понедельник начинается в субботу» Братьев Стругацких что впоследствии привело к её изданию в Германии, Италии, Турции и США на соответствующих языках. Организует собственные фото-выставки. Вышла замуж за английского банкира, однако брак через 7 лет распался.
Регулярно приезжает в Россию, где проводит выставки, презентации.

## Выставки
- «PER ASPERA AD ASTRA», Menier Gallery, 10.07.2003, London[7]
- «PER ASPERA AD ASTRA», St. Paul Gallery, 1.11.2003, Birmingham
- «PER ASPERA AD ASTRA», Forum Gallery, 30.11.2003, Edinburgh
- «PER ASPERA AD ASTRA», Baliol College Hall, Oxford University, 12.05.2007, Oxford
- «PER ASPERA AD ASTRA», Cambridge University, July 2007, Cambridge
- «Прелести города Rye», Ставка МИТЬКОВ[8], 2004, Санкт-Петербург
- «PER ASPERA AD ASTRA», «Фонотека», 2005, Санкт-Петербург
- «Незнакомое КИНО», Галерея Д137, Невский пр. 96, 2.11.2006, Санкт-Петербург[9]
- «Фото-КИНО», Московский Дом Фотографии в клубе на Брестской, 28.03.2007, Москва[10]
- «Домашний Цой», Ставка МИТЬКОВ[8], 21.02.2009, Санкт-Петербург
- «Линия Перспективы», Клуб «Грибоедов», 29.01.2010, Санкт-Петербург
- «Следи за глазами», галерея «Арт-Лига», Пушкинская 10, 12.03.2011, Санкт-Петербург
- «Такой рок-н-ролл», Библиотека Маяковского, 15.03.2011, Санкт-Петербург
- «Рок-н-ролл сегодня», Клуб «Квартал», 24.06.2011, Санкт-Петербург
- «Рок-н-ролл мёртв/жив», Галерея «Грифон», 2.12.2011, Ижевск
- «Аквариум Forever», Книжная Лавка Писателей, ноябрь-декабрь 2013, Санкт-Петербург
- «Ленинградский Рок-клуб в фотографиях». Январь — июнь 2021, Русский Музей, Строгановский дворец, Санкт-Петербург